# Феникс (реактор)
Ядерный реактор «Феникс» (фр. Phénix, по имени мифической птицы Феникс) — французский энергетический реактор-размножитель на быстрых нейтронах с натриевым теплоносителем, подключённый к сети 13 декабря 1973 года в ядерном центре Маркуль. Электрическая мощность — 250 МВт (с 2003 года снижена до 140 МВт). Коэффициент воспроизводства реактора составлял 1,18. Перезагрузки топлива осуществлялись от двух до четырёх раз в год, время каждой — 140—240 часов.
Феникс являлся ключевым проектом по исследованию перспектив переработки ядерных отходов.
Эксплуатирующие организации — французские Комиссариат атомной энергетики (80 % бюджета) и Электриситэ де Франс (20 %).
Строительство энергоблока с реактором Феникс началось 1 ноября 1968 года, подключен к электрической сети Франции 13 декабря 1973 года. 14 июля 1974 года, в день взятия Бастилии, был пущен в коммерческую эксплуатацию.
В 1989 и 1990 годах было зафиксировано четыре случая внезапного резкого снижения реактивности реактора. По шкале INES инциденты получили второй уровень. Выяснить причины событий не удалось, что стало одной из причин постепенного отказа Франции от дальнейшего развития направления быстрых реакторов. Феникс был остановлен 6 марта 2009 года, после чего до декабря на нём был проведён ряд экспериментов. Реактор был окончательно закрыт 1 февраля 2010 года.
Предшественником «Феникса» был реактор «Рапсодия» (фр. Rapsodie), имевший тепловую мощность 40 МВт, проработавший с 1967 по 1983 годы. 
С учётом опыта Феникса был построен реактор Суперфеникс (фр. Superphénix), имевший тепловую мощность в 3000 МВт, а электрическую — 1200 МВт, но он проработал лишь с 1985 по 1998 годы и был закрыт по политическим причинам[уточнить]. На основе Феникса на территории того же комплекса в 2020-х годах планируется строительство реактора в рамках программы ASTRID по созданию коммерческих реакторов четвёртого поколения на быстрых нейтронах:22.

## Предыстория и проектирование
В 1945 году Энрико Ферми сказал: «Первая страна, которая разработает реактор на быстрых нейтронах, получит конкурентное преимущество в использовании атомной энергии».
Первым атомным реактором на быстрых нейтронах стал американский EBR I, запущенный 20 декабря 1951 года, при этом он стал первым ядерным реактором любого типа, вырабатывавшим какое-то количество электроэнергии, к электросетям он подключён не был, энергия использовалась, в основном, для освещения здания, в котором находился реактор.
Работы над реакторами на быстрых нейтронах велись в разных странах. 8 января 1956 года в Мичигане (США) началось строительство первого энергоблока атомной станции им. Энрико Ферми (англ. Enrico Fermi Nuclear Generating Station), давшего электроэнергию в сеть 8 мая 1966 года. В СССР были построены экспериментальные реакторы БР-2 (1956), БР-5 (1959), БР-10 (1973), БОР-60 (1968); промышленный БН-350 (1973). В Великобритании были построены DFR (1962) и PFR (1975).
Во Франции такие работы начали вести в 1960-е годы. Хотя основная ставка была сделана на водо-водяные реакторы, важным направлением считались и реакторы на быстрых нейтронах — стояла задача создать класс коммерчески эффективных реакторов на быстрых нейтронах, которые позволили бы эффективно использовать запасы ядерных материалов в течение сотен лет.
Реакторы на быстрых нейтронах характеризуются тем, что способны нарабатывать больше делящегося материала, чем расходовать его. Содержащиеся в урановой руде энергетические ресурсы, таким образом, могут быть использованы эффективнее примерно в 70 раз.
К концу 1958 года был разработан черновой вариант проекта экспериментального реактора на быстрых нейтронах «Рапсодия» (фр. Rapsodie). Его характеристики соответствовали энергетическим реакторам (топливо из смеси диоксидов урана и плутония, натриевый теплоноситель, энергонапряжённость, материалы, температуры), за исключением возможности производства электричества. 28 января 1967 года он был переведён в критическое состояние, а два месяца спустя выведен на проектную мощность в 20 МВт.
Учитывая американские и британские достижения, было решено строить прототип энергетического реактора, не дожидаясь получения результатов от «Рапсодии». Предпроектные исследования для станции мощностью 1000 МВт были проведены в 1964 году. Для станции было предложено и получило единогласное одобрение название «Феникс». В 1965 году были определены основные характеристики. Топливо было выбрано аналогичным тому, что использовалось в «Рапсодии» — запасов плутония во Франции было недостаточно, и наряду с диоксидом плутония было решено использовать диоксид обогащённого урана. Электрическая мощность была выбрана в 250 МВт. Как и в «Рапсодии», было решено использовать натриевый теплоноситель. Была выбрана интегрированная схема, когда все элементы первичной системы охлаждения монтируются в одном объёме с реактором. В 1967 году был выработан детальный предпроект. В нём было три насоса и шесть промежуточных теплообменников. Рабочие температуры были приняты в 400—600 °C.
В 1969 году Комиссариатом атомной энергетики Франции и Электриситэ де Франс был подписан протокол по совместному строительству и эксплуатации станции (80 % расходов ложилось на Комиссариат, 20 % — на Электриситэ де Франс).

## Строительство
Реактор было решено разместить к северу от центра Маркуль. Также рассматривались варианты Кадараш (недостаток водных ресурсов) и Ла Хаг (расположен слишком далеко от Кадараша, где были сконцентрированы производственные мощности, связанные с натриевой технологией). Работы на строительной площадке начались в октябре 1968 года. Котлован имел размеры 180 на 50 м, глубиной 11,5 м. Земляные работы велись 18 месяцев.
Особенностью строительства было использование сплошной металлической облицовки подземной части реакторного отделения. Облицовку монтировали из блоков заводской готовности — металлических листов площадью 14 м², оснащённых углами жёсткости и креплениями, толщина листов для горизонтальной части (основание) составляла 10 мм, для вертикальной (стены) 5 мм. Конструкция закреплялась системой специальных подпорок. Металлические листы скреплялись между собой сваркой, сварные соединения проходили радиографический контроль и капиллярную дефектоскопию. После сооружения конструкции в получившейся металлической облицовке соорудили бетонный фундамент здания. Полости между наружной частью облицовки и землёй залили бетоном и резиной.
Надземная часть здания реактора была сложена примерно из 270 бетонных блоков заводской готовности толщиной 25 см, которые были подвергнуты горизонтальному предварительному напряжению после сооружения стен.
Хронология строительства:
- 1968 год
  - Октябрь — начало строительства (котлован).
- 1969 год
  - 5 мая — первый бетон.
- 1970 год
  - Январь — начато строительство основного объёма.
  - Май — начато строительство гермооболочки.
  - 2 ноября — первичный объём построен.
  - 25 ноября — объём безопасности построен.
- 1971
  - 28 июля — первая партия натрия.
  - 2 августа — сооружён купол.
  - 18 октября — первый контур заполнен натрием.
- 1972
  - 21 февраля — установлен статор генератора.
  - 24 марта — установлен ротор генератора.
  - 15 декабря — второй (промежуточный) контур заполнен натрием.
- 1973
  - 10 января — реактор заполнен натрием и начата загрузка ядерного топлива.
  - 1 февраля — запущена паровая турбина.
  - 31 августа — первый выход в критическое состояние.
  - 13 декабря — подключение к электросети.

## Выработка электроэнергии
За всё время эксплуатации с помощью реактора было выработано 24440,402 ГВт-ч электроэнергии.
- энергетический коэффициент готовности — 45,81 %
- коэффициент использования установленной мощности — 39,91 %
- коэффициент технического использования — 41 %.

| Год  | Выработка энергии | Электрическая мощность | КГ (%)  | КГ (%)       | КИУМ (%) | КИУМ (%)     | Время эксплуатации | КТИ   |
|      | (ГВт-ч.)          | (МВт)                  | Годовой | Кумулятивный | Годовой  | Кумулятивный | (Часы)             | (%)   |
| ---- | ----------------- | ---------------------- | ------- | ------------ | -------- | ------------ | ------------------ | ----- |
| 1974 | 958               | 233                    | 71,48   |              | 71,49    |              | 4716               | 79,6  |
| 1975 | 1308,4            | 233                    | 64,1    | 64,1         | 64,1     | 64,1         | 5932               | 67,72 |
| 1976 | 950,8             | 233                    | 46,71   | 55,4         | 46,46    | 55,27        | 4799               | 54,63 |
| 1977 | 300,8             | 233                    | 15,49   | 42,11        | 14,74    | 41,77        | 2120               | 24,2  |
| 1978 | 1238,8            | 233                    | 60,87   | 46,79        | 60,69    | 46,5         | 5905               | 67,41 |
| 1979 | 1719              | 233                    | 83,97   | 54,23        | 84,22    | 54,04        | 7350               | 83,9  |
| 1980 | 1319              | 233                    | 64,71   | 55,98        | 64,45    | 55,78        | 5679               | 64,65 |
| 1981 | 1421,9            | 233                    | 69,93   | 57,97        | 69,66    | 57,76        | 6217               | 70,97 |
| 1982 | 989,1             | 233                    | 48,65   | 56,8         | 48,46    | 56,6         | 5429               | 61,97 |
| 1983 | 1122              | 233                    | 55,12   | 56,62        | 54,97    | 56,42        | 5515               | 62,96 |
| 1984 | 1414              | 233                    | 53,67   | 56,32        | 69,09    | 57,69        | 6206               | 70,65 |
| 1985 | 1153              | 233                    | 60,42   | 56,69        | 56,49    | 57,58        | 6784               | 77,44 |
| 1986 | 1519,1            | 233                    | 73,22   | 58,07        | 74,43    | 58,98        | 6996               | 79,86 |
| 1987 | 1556,4            | 233                    | 71,53   | 59,1         | 76,25    | 60,31        | 7059               | 80,58 |
| 1988 | 1475,4            | 233                    | 71,42   | 59,99        | 72,09    | 61,15        | 6300               | 71,72 |
| 1989 | 601,175           | 233                    | 29,63   | 57,96        | 29,45    | 59,04        | 2678               | 30,57 |
| 1990 | 982,461           | 233                    | 47,91   | 57,34        | 48,13    | 58,36        | 4637               | 52,93 |
| 1991 | 0                 | 233                    | 58,64   | 57,41        |          | 54,93        |                    |       |
| 1992 | 0                 | 233                    |         | 54,22        |          | 51,87        |                    |       |
| 1993 | 34,786            | 233                    | 94,15   | 56,32        | 1,7      | 49,23        | 286                | 3,26  |
| 1994 | 22,603            | 233                    | 17,11   | 54,36        | 1,11     | 46,83        | 184                | 2,1   |
| 1996 | 2,713             | 233                    | 0,01    | 51,76        | 0,13     | 44,6         |                    |       |
| 1997 | 0                 | 130                    | -0      | 50,43        |          | 43,45        |                    |       |
| 1998 | 382,181           | 130                    | 58,63   | 50,63        | 33,56    | 43,2         | 3019               | 34,46 |
| 1999 | 0                 | 130                    | -0      | 49,39        |          | 42,13        |                    |       |
| 2000 | 0                 | 130                    | 0,01    | 48,2         |          | 41,12        |                    |       |
| 2001 | 0                 | 130                    | -0      | 47,07        |          | 40,16        |                    |       |
| 2002 | 0                 | 130                    | -0      | 45,99        |          | 39,24        |                    |       |
| 2003 | 61,822            | 130                    | 6,16    | 45,1         | 5,43     | 38,48        | 711                | 8,12  |
| 2004 | 626,912           | 130                    | 55,1    | 45,32        | 54,9     | 38,84        | 4888               | 55,65 |
| 2005 | 804,53            | 130                    | 71,22   | 45,88        | 70,65    | 39,52        | 6341               | 72,39 |
| 2006 | 591               | 130                    | 51,9    | 46           | 51,9     | 39,78        | 4601               | 52,52 |
| 2007 | 565,14            | 130                    | 49,63   | 46,08        | 49,63    | 39,98        | 4452               | 50,82 |
| 2008 | 664,616           | 130                    | 60,23   | 46,36        | 58,2     | 40,35        | 5312               | 60,47 |
| 2009 | 245,995           | 130                    | 22,48   | 45,89        | 21,6     | 39,98        | 1999               | 22,82 |
| 2010 | 0                 | 130                    |         | 45,81        |          | 39,91        |                    |       |

## Проблема скачков реактивности
В ходе функционирования реактора наблюдался ряд проблем. Большинство из них были связаны с протечками в промежуточных теплообменниках. Длительность простоя после любых проблем была связана с тем, что каждое возобновление работы реактора требовало принятия политического решения:17.
| Вид / расположение проблемы       | Вклад во время простоя |
| --------------------------------- | ---------------------- |
| Промежуточные теплообменники      | 26,91 %                |
| Плановые работы                   | 14,72 %                |
| Парогенераторы                    | 13,46 %                |
| Перегрузка топлива                | 11,99 %                |
| Скачки отрицательной реактивности | 7,92 %                 |
| Турбогенератор и его системы      | 7,02 %                 |
| Тепловыделяющие сборки            | 2,93 %                 |
| Второй контур                     | 2,54 %                 |
| Системы управления                | 2,34 %                 |
| Утечки натрия                     | 2,54 %                 |
| Ошибки персонала                  | 0,29 %                 |
| Остальное                         | 7,34 %                 |

Большинство указанных проблем наблюдались и на других реакторах такого типа. Однако в 1989—1990 годах на реакторе было зафиксировано четыре случая однотипных нештатных ситуаций, не встречавшихся на других реакторах на быстрых нейтронах. 6 августа, 24 августа и 14 сентября 1989 года и 9 сентября 1990 года происходило срабатывание аварийной защиты реактора из-за регистрируемых аппаратурой контроля нейтронного потока резких колебаний реактивности:17.
Инциденты получили название A.U.R.N (фр. Arrêt d’urgence par réactivité négative — автоматический аварийный останов по отрицательной реактивности). Они наблюдались при работе реактора на полную мощность или близкой к ней (первые три случая — при мощности 580 МВт, четвёртый — при 500 МВт). На момент инцидентов реактор непрерывно работал 4-15 дней. Останов происходил в результате достижения значением отрицательной реактивности порога срабатывания аварийной защиты:18.
Сценарий каждый раз был одинаков:
1. Почти линейное резкое увеличение отрицательной реактивности и, соответственно, уменьшение мощности. Всего за 50 мс мощность падала до 28-45 % от начальной (в этот момент срабатывала аварийная защита).
2. Симметричный резкий подъём мощности почти до начального значения.
3. Снова падение, хотя и менее резкое и глубокое, через 200 мс после начала события.
4. Снова подъём мощности до значений, немного превышающих начальное.
5. Падение мощности в результате введения автоматикой в активную зону поглощающих стержней.

Проблема так и не получила окончательного объяснения, несмотря на многолетние исследования, инициированные CEA. Наиболее правдоподобным считается объяснение с помощью явления, получившего названия «сore-flowering» или «outward movement phenomenon», — ситуация, когда деформация в виде увеличения размеров одной тепловыделяющей сборки вызывает механическое напряжение в окружающих её сборках, что приводит к расширению всей активной зоны в радиальном направлении. Незначительное увеличение расстояния между сборками приводит к резкому уменьшению kэфф и, соответственно, росту отрицательной реактивности и уменьшению мощности:21.